# Pana Wave
Pana Wave-laboratoriet (japanska: パナウェーブ研究所?, pana ueebu kenkyūjo) var en japansk nyreligiös rörelse. Det är en avknoppning av den nyreligiösa rörelsen Chino Shōhō (Chinos sanna lag) grundad 1977 av Yūko Chino. Pana Wave har beskrivits som en domedagssekt. Medlemsantalet uppskattades vara mellan några hundra upp till 1 200.

## Yūko Chino
Yūko Chino föddes som Hidemi Masuyama 26 januari 1934 i Kyoto. Hidemis mor var kristen och Hidemi själv var döpt och gick i kyrkan regelbundet. Efter att ha gått ut gymnasiet studerade Hidemi engelska, men plågades enligt henne själv av andliga möten med demoner vilket ledde till flera självmordförsök och intagningar på sjukhus. Hidemis mor utforskade andra religiösa alternativ i hopp om att hjälpa sin dotter andligt. Med sin mors hjälp gick Hidemi med i den nyreligiösa rörelsen God Light Association där hon blev en aktiv medlem och bytte namn till Yūko Chino. När God Light Associations grundare och ledare Shinji Takahashi dog 1976 splittrades rörelsen i flera olika utbrytargrupper. Yūko Chino var en av dem som startade en egen utbrytning 1977.
Yūko Chino  avled 25 oktober 2006 i cancer, 72 år gammal.

## Tro
Yūko Chinos religion var en blandning av abrahamitiska religioner, hinduism, buddistisk folktro, parapsykologi, teosofi, new age samt pseudovetenskap.
Chino hävdade att hon kunde kommunicera med avlidna och andra övernaturliga väsen samt utomjordingar med hjälp av kanalisering. Genom utomjordingarna hade hon blivit varse om att det fanns en kommunistisk konspiration ämnad att mörda henne med hjälp av elektromagnetiska vågor via generatorer som fästs på telefonstolpar och kraftledningar.
Efter kalla krigets slut ökade de elektromagnetiska attackerna och Chino kom på idén att starta en egen forskningsgrupp för att forska om elektromagnetiska vågors negativa påverkan på hälsan. Hon hoppades även att hennes forskningsteam skulle hitta ett sätt att förlänga hennes livslängd. Chinos följare byggde ett forskningsinstitut i Fukui och började klä sig i vita labbrockar och ägnade sig åt "vetenskapliga debatter" och pseudovetenskaplig forskning som de publicerade i en egen vetenskapsjournal. Namnet Pana Wave Laboratory är inte ett officiellt namn utan kommer från engelskspråkig media.

Enligt Pana Wave:
"Efter Sovjetunionens kollaps har skalärvågsvapen spridits för att användas av extremistiska vänstergrupper i Japan. De nyttjar skalärvågsteknologin genom att olagligen modifiera och installera anordningar på kraftledningar i syfte att kontrollera massorna och mörda konservativa medborgare."
De troende inom Pana Wave ansåg att färgen vit var effektivast för att blockera strålning. De bar vita kläder och täckte landskapet runt sina boplatser i vita lakan.
Chino levde isolerad i en vit skåpbil som kallades för Arcadia och använde sig av kommunikationsradio för att skicka meddelanden till forskningsinstitutet.
Sekten generade intäkter genom att sälja böcker, kosttillskott och vattenfilter.
Chino utfärdade flera domedagsprofetior under sin tid som religiös ledare men ingen av dem infriades. Under sitt sista levnadsår förutspådde Chino att hon och hennes följare skulle hämtas upp av utomjordingar som skulle föra dem till en annan planet där de troende skulle bygga upp en ny värld. På detta sätt skulle de överleva jordens undergång.

## Incidenter
Sekten fick uppmärksamhet i media efter de försökt kidnappa storsälen Tama-chan i syfte att transportera honom från Tokyo tillbaka till Arktis. Chino hade förutspått att den okända planeten 'Nibiru' i solsystemets ytterkant var på väg mot jorden och att Nibirus passage skulle orsaka världens undergång med katastrofala jordbävningar och polomkastning den 15 maj 2003. Enligt Chino var den vilsna sälen Tama-chan bevis på att jordens magnetfält redan satts ur spel i så stor utsträckning att till och med djuren påverkades. Polisen trodde först att kidnappningsförsöket utförts av en djuraktivistgrupp, men upptäckte snart att Pana Wave stod bakom planen. Som en del av planen hade Pana Wave startat en grupp som hette "Gruppen som tänker på Tama-chan" och byggt en bassäng nära deras dåvarande boplats där de hade tänkt husera sälen.
Under 10 år hade sekten rest runt bland bergsområden i centrala Japan i karavaner bestående av vita bilar på jakt efter en strålningsfri plats där de kunde slå läger. Detta gjorde bybor på landsbygden oroliga och upprörda eftersom domedagssekten Aum Shinrikyos saringasattack i Tokyo hade skett bara några år tidigare och lokalbefolkningen ville inte bo granne med en sekt. Flera byar försökte jaga bort sekten eller blockera vägar för att förhindra sekten från att bosätta sig i närheten.
Pana Wave var under polisbevakning eftersom polisen ansåg att sekten liknade Aum Shinrikyo i tidigt skede. I april 2003 slog sekten läger på en bergsväg i byn Yamato i Gifu prefektur vilket gjorde vägen oframkomlig. Efter konfrontationer mellan poliser, journalister och sekten valde Pana Wave till slut att lämna bergsvägen. Efter att ha blivit bortkörda begav sig sekten till Fukui och platsen där de ursprungligen byggde sitt laboratorium. Dagen innan den förutspådda domedagen 15 maj 2003 genomsöktes Pana Waves läger av hundratals poliser som inte hittade något olagligt förutom några oregistrerade bilar och några andra bilar som bötfälldes eftersom vindrutorna var täckta med vita klistermärken. Polisen misstänkte även att sektmedlemmar hade saboterat högspänningsledningar men ingen greps eller åtalades för detta.

## Yūko Chinos bortgång
Yūko Chino avled 25 oktober 2006. Efter Chinos bortgång minskade antalet medlemmar och sekten anses vara inaktiv. När lokaltidningen Fukui Shimbun besökte sektens boplats 2011 hade forskningsbyggnaden omvandlats till en vanlig privatbostad. Det enda tecknet på sektens tidigare närvaro var en skylt med loggan från bokförlaget som gav ut Chinos böcker.